# Slug Christ
Чарльз Пол Белл (англ. Charles Paul Bell, нар. 3 березня 1991 року, Атланта, Джорджія, Сполучені Штати Америки), більш відомий як Slug Christ — американський репер. Підписаний на лейбли Awful Records та Blackhouse.

## Біографія
Белл навчався у Коледжі мистецтв та дизайну Саванни, де вивчав живопис. Музичну кар'єру розпочав вокалістом у маткор-гурті An Isle Ate Her. Гурт встиг випустити один повноформатний альбом і один мініальбом, а також виступав на розігріві у таких колективів, як Chelsea Grin під час їхнього туру. Врешті-решт гурт розпався, а Белл продовжив писати біти і читати реп на них, після того, як познайомився з інтернет-реп-сценою через друга бас-гітариста An Isle Ate Her.
Після виходу у 2013 році збірки реміксів Slugged Out, він приєднався до лейблів Awful Records та Wild Hogs і 2015 року випустив свій дебютний альбом Crucifixion of Rapper Extraordinaire.
Його лірика зазвичай присвячена темам депресії, вживання наркотиків та релігії.

## Дискографія

### Мініальбоми
- 2007 — Agathokakological
- 2009 — 90's Toy Commercial
- 2010 — Desiderium (з An Isle Ate Her)
- 2010 — All the Girls I Know All of Them
- 2011 — Youth on Pills
- 2011 — Slug † Christ ft Lil Pool Boi
- 2011 — Slug Swell
- 2013 — S.O.S. (з Silky Johnson)
- 2014 — Sluggahm (з Gahm)
- 2014 — Plant Mentality
- 2014 — Iglesia: Olde Testament
- 2014 — I Feel the Sadness in My Legs and the Happy in My Head
- 2015 — An Appointment with Hector (з LuiDiamonds)
- 2015 — Girlfriend (з Ethereal)
- 2015 — Jesus Wept (з Little Pain)
- 2015 — Salted Slug (з DJ Smokey)
- 2015 — Ultima! (з Ethereal)
- 2016 — Sometimes Even the Moonlight Hurt My Eyes
- 2016 — Autoyurnt (з Lord Narf)
- 2017 — It's Colder at the Bottom of the Shower
- 2020 — A Part of Me Dies With You

### Мікстейпи
- 2010 — So, Childish
- 2011 — Phrenia (з An Isle Ate Her)
- 2012 — H \ p s
- 2012 — Goat Eyes
- 2012 — Lil' Trapsters Vol 1: Get Out of the Trap You Fuck Boi (з Lambo Beach)
- 2013 — EDEA (з Dudes)
- 2013 — Slugged Out
- 2014 — Genocide
- 2015 — The Crucifixion of Rapper Extraordinaire, Slug Christ
- 2015 — God Is Under the Porch Where the Dog Died
- 2015 — Plant Mentality 2
- 2016 — The Demiurge
- 2018 — Judas' Betrayal and the Three Day Burial of a Salted Slug
- 2019 — Deep Unlearning
- 2020 — Inner Worm, Inner God (з Foxwedding)
- 2021 — Plant Mentality 3